# Dinotopterus cunningtoni
Dinotopterus cunningtoni é uma espécie de peixe da família Clariidae.
Pode ser encontrada nos seguintes países: Burundi, República Democrática do Congo, Tanzânia e Zâmbia.
Os seus habitats naturais são: lagos de água doce.